# Островно шаварче
Островно шаварче (Acrocephalus brevipennis) е вид птица от семейство Acrocephalidae. Видът е застрашен от изчезване.

## Разпространение
Разпространен е в Кабо Верде.